# Bourgneuf-en-Retz
Bourgneuf-en-Retz korábbi község Franciaországban, Loire-Atlantique megyében. 2016. január 1-jén Fresnay-en-Retz községgel egyesült és Villeneuve-en-Retz új község része lett.
Lakosainak száma 3667 fő (2018. január 1.).

## Népesség
A település népességének változása:
| Lakosok száma | 2289 | 2225 | 2161 | 2346 | 2403 | 3232 | 3586 | 4987 | 3622 | 3667 |
|               | 1962 | 1968 | 1975 | 1990 | 1999 | 2008 | 2013 | 2016 | 2017 | 2018 |